# 四瓣崖摩
四瓣崖摩（学名：Amoora tetrapetala）为楝科崖摩属下的一个种。

## 变种
大叶四瓣崖摩（学名：Amoora tetrapetala var. macrophylla）为楝科崖摩属下的一个变种。本变种与四瓣崖摩（原变种）之主要区别在于小叶长达30厘米，宽11.5厘米。
产云南南部（勐海）；生于海拔1400米左右的森林中。模式标本采自云南勐海。